# Osaka Aquarium Kaiyukan
L'Aquari d'Osaka （海遊館 Osaka Aquarium Kaiyukan), és un aquari públic localitzat a Minato-ku, prop de la badia d'Osaka. Està ubicat a uns cinc minuts caminant des de l'estació de Osakako de la línia Chuo (metro d'Osaka). Va ser inaugurat el maig de 1990. En l'aquari s'hi exhibeixen aproximadament 470 espècies, tot i que un dels elements més destacats és l'existència de taurons balenes.